# Melitturga spinosa
Melitturga spinosa är en biart som beskrevs av Morawitz 1892. Melitturga spinosa ingår i släktet Melitturga och familjen grävbin. Inga underarter finns listade i Catalogue of Life.